# 近藤清 (陸軍軍人)
近藤 清（こんどう きよし、1884年（明治17年）7月7日 - 1945年（昭和20年）12月27日）は、大日本帝国陸軍軍人。最終階級は陸軍少将。

## 経歴
1884年（明治17年）に愛知県で生まれた。陸軍士官学校第17期、陸軍大学校第28期卒業。1929年（昭和4年）8月1日に陸軍歩兵大佐進級と同時に山形連隊区司令官に着任し、1931年（昭和6年）8月に歩兵第79連隊長に転じた。
1934年（昭和9年）3月5日に陸軍少将に進級し待命、3月24日に予備役に編入された。1945年（昭和20年）3月31日に召集され、春川陸軍兵事部長兼春川地区司令官に就任した。